# Frederic J. Porta
Frederic Josep Porta y Capdevila (Barcelona, Cataluña, 1996) es un historiador y politólogo catalán. Ha escrito y publicado varios libros y estudios sobre nacionalismo catalán y pensamiento político catalán. Desde enero del año 2025 es el director de la publicación Revista de Catalunya.

## Estudios
Frederic J. Porta se graduó en Ciencias Políticas, en 2018, y obtuvo un máster en Historia Mundial en la Universidad Pompeu Fabra (UPF). Se doctoró, en la misma universidad, en 2021, con una tesis doctoral sobre la vida del intelectual y líder catalán Josep Maria Batista i Roca.   
Ha sido investigador posdoctoral en la Universidad de Barcelona (UB), donde ha continuado profundizando sobre el nacionalismo catalán y la historia contemporánea catalana y donde ha impartido asignaturas de historia contemporánea.

## Investigación y publicaciones
Ha fundado, y actualmente es su director, la revista política y cultural catalana Esperit. Ésta es una publicación sobre pensamiento político y sobre historia contemporánea. Porta también contribuye regularmente con artículos.
La búsqueda de Frederic J. Porta se centra principalmente en el ámbito del pensamiento político y de la historia del nacionalismo catalán. Ha publicado la biografía del político independentista catalán Josep Dencàs y las obras completas de Daniel Cardona i Civit.
Algunas de sus publicaciones más conocidas son:
1. El Intransigente. Periódico nacionalista de juventudes (1918-1922): una publicación de transición del separatismo político - Este estudio examina el papel de la publicación juvenil nacionalista El Intransigente en la transición del separatismo político en Cataluña durante el inicio del siglo XX.[5]
2. El ejemplo de Serbia en el nacimiento del independentismo político catalán (1912-1918) - En esta publicación, Frederic J. Porta Capdevila explora la influencia del modelo serbio en la aparición de los movimientos independentistas políticos catalanes.[6]
3. Una propuesta de separatismo catalán francófilo: La proclamación de la República Catalana peninsular de Díaz Capdevila y la Liga Nacionalista Catalana (París, enero de 1922) - Este trabajo profundiza en la propuesta de un separatismo catalán francófilo y la proclamación de la República Catalana Peninsular.[7]
4. Resistencias paramilitares y culturales del separatismo catalán durante la dictadura de Primo de Rivera, 1923-1930 - Esta publicación investiga las resistencias paramilitares y culturales del separatismo catalán durante la dictadura de Primo de Rivera.[8]
5. Daniel Cardona. Obra escrita completa (2025) - Recopilación de los escritos del político y pensador catalán Daniel Cardona. Publicado por la Editorial Rafael Dalmau de Barcelona.